# E. Gutzwiller & Cie. Banquiers
E. Gutzwiller & Cie, Banquiers ist ein auf die Vermögensverwaltung spezialisierte Schweizer Privatbank. Sie wurde 1886 von Carl Gutzwiller gegründet und ist Gründungsmitglied der Basler Börse. Bis heute ist die Bank weitgehend in der Hand der Familie Gutzwiller. Geleitet wird die Bank von fünf unbeschränkt haftenden Gesellschaftern: François Gutzwiller, Stéphane Gutzwiller, Peter Handschin, Amedeo von Habsburg-Lothringen und François Boulte.
E. Gutzwiller & Cie, Banquiers hat Vertretungen in Genf (Gutzwiller SA Genève) und seit 2004 auch in Zürich (Gutzwiller AG Zürich). Die Bank hat sich auf die Vermögensverwaltung und Anlageberatung für private Kunden spezialisiert. E. Gutzwiller & Cie, Banquiers bietet durch sein Tochterunternehmen Gutzwiller Fonds Management AG auch Anlagefonds an. Ein weiteres Tochterunternehmen ist die Bourcart Treuhand AG.  